# Edward Jenner
Edward Jenner   (Berkeley, 17 de maig de 1749 - Berkeley, 26 de gener de 1823) fill del reverend Stephen Jenner, vicari de Berkeley, va ser un famós investigador, poeta i metge anglès que va descobrir la vacuna contra la verola, posteriorment perfeccionada per Louis Pasteur. Aquesta vacuna no només va contribuir de forma definitiva al control d'una de les pitjors plagues que havia patit la humanitat, sinó que també va determinar un canvi profund en les idees científiques de l'època.

## Biografia

### Infància
Edward Jenner va néixer el 17 de maig de l'any 1749 a Berkeley, en el comtat de Gloucestershire, Anglaterra. Era el més petit dels tres fills barons de la família Jenner. El seu pare, el reverend Stephen Jenner, va rebre la Maestria d'Arts de la Universitat d'Oxford i era rector de Rockhampton i vicari de Berkeley. A més dels seus oficis com a reverend, el pare de Jenner disposava d'una vasta extensió de terres en el veïnatge de Berkeley.
La seva mare, filla del reverend Henry Head, pertanyia a una respectable família de Berkshire, a l'est de Berkeley.
Malgrat l'aparent vida acomodada de Jenner, el futur doctor quedà orfe a l'edat de cinc anys, quan els seus pares, en 1754, van morir amb poques setmanes de diferència. La seva infància va quedar llavors sota el càrrec del seu germà gran, el també reverend Stephen Jenner.
Quan tenia vuit anys, a més de ser variolitzat, va començar la seva formació amb l'ajuda del reverend Clissold a l'escola primària de Wotton-under-Edge, una localitat pròxima a Berkely. Després va continuar els seus estudis de secundària a l'escola del Doctor Wasbourn a Cirencester.
Durant els primers anys d'escola va desenvolupar un gran interès per la ciència i la natura, que va continuar al llarg de la seva vida. Abans de complir els nou anys, ja tenia una col·lecció de nius de lirons, i quan va començar els estudis secundaris solia jugar amb altres nens de Cirencester buscant fòssils, especialment oòlits, ous fossilitzats, abundants al seu barri.

### Formació i pràctica com a cirurgià
Edward Jenner va decidir dedicar-se a la medicina, i quan finalitzà la seva educació escolar, en 1761, es traslladà a Sodbury per començar la seva formació com a cirurgià i farmacèutic sota el càrrec del cirurgià del poble, Abraham Ludlow. La creença popular diu que va ser allà on Jenner va sentir una lletera dir:
| «                          | Jo mai tindré la verola perquè he tingut la verola bovina. Mai tindré una cara marcada per la verola. | » |
| — Creença popular, anònim. | |   |

De fet, aquesta creença comuna portaria al metge al descobriment de la vacuna.
A causa de l'elevat preu de la facultat de medicina, Edward Jenner continuà els seus estudis professionals a l'Hospital St. George de Londres a l'edat de vint-i-un anys. Treballà sota les direccions de Jonh Hunter (1728 - 1793), i va conviure amb ell i la seva família durant dos anys. Hunter no només va ser un dels cirurgians més famosos d'Anglaterra, sinó que també va ser un respectat biòleg, anatomista i científic experimental.
Durant aquest període Jenner va ser instruït com a cirurgià i en l'ús de mètodes científics, fet que el va ajudar a no tenir consideracions personals a l'hora de fer investigacions.
Després de completar els estudis professionals a Londres, se separà de la família Hunter, però guardà un profund afecte pel seu preceptor. Una prova de la gran relació entre els dos amics són les cartes que s'escrivien, que foren acuradament preservades per Jenner i a les quals encara es té accés actualment. El doctor Hunter morí a causa d'una angina de pit.
En el temps que Jenner residí a Londres, el capità James Cook tornà del seu primer viatge d'investigació. Malgrat la gran admiració que tenia pels valuosos espècimens d'història natural recollits durant el viatge, Edward rebutjà la proposta del capità perquè l'acompanyés en la seva segona expedició. Va preferir tornar a la seva terra d'origen. Així, l'any 1773 Edward Jenner tornà a Berkely, on va viure amb el seu germà i es convertí en el cirurgià del poble. Jenner va renunciar a perspectives de riquesa i distinció per seguir el seu objectiu principal a la zona rural on va néixer.
A més de la pràctica mèdica rural, participava en activitats de la societat mèdica local. Era membre de Gloucestershire Medical Society, que es reunia tres cops a l'any a Rodborough, i de Convivio Medical Society, amb reunions cada dimecres a Alveston. La primera associació, destaca per la seva importància i membres reconeguts. Allà entrà en contacte amb antics companys d'estudi com Caleb Hillier Parry, a qui va dedicar posteriorment el seu treball sobre la verola, i Daniel Ludlow, fill del seu primer professor cirurgià, Abraham Ludlow.
Com a científic natural va continuar observant les aus, la hibernació dels eriçons i va recollir espècimens per a John Hunter a Londres. També tocava el violí en un club musical i va escriure versos lleugers i poesia.

### Vacuna contra la verola
Quan Jenner va començar a exercir la medicina, la inoculació de la verola (o pigota) era una pràctica comuna a Anglaterra. Però aquestes inoculacions eren perilloses tant per als pacients com per als familiars, ja que hi havia moltes possibilitats de contreure la malaltia. El metge anglès Edward Jenner va descobrir un mitjà pel qual la inoculació fos altament segura.
La verola era una malaltia descoberta en alguns dels comtats a l'oest d'Anglaterra, sobretot a Gloucestershire. En aquells temps era un dels pitjors mals que patia la humanitat: una de cada deu persones morien a causa d'aquesta malaltia.
L'interès de Jenner en els efectes protectors de la verola bovina va començar mentre realitzava l'aprenentatge amb George Harwicke. Durant molts anys, Jenner va sentir comentaris sobre munyidors, que deien que d'alguna manera aquests quedaven protegits de la verola humana, després d'haver patit la verola bovina; una malaltia molt més lleu. Reflexionant sobre això, Jenner va concloure que aquesta malaltia de les vaques, protegia a la persona que la patís de contraure la verola humana en un futur. Per poder contrastar aquesta hipòtesi, va posar en pràctica l'antic sistema oriental de la inoculació usant limfa de munyidors afectats per la verola bovina. Aquesta mesura preventiva salvà la vida, des de 1796, a moltes persones contagiades de verola. Aquest sistema oriental el va aplicar, el 14 de maig de 1796, a un nen de vuit anys, James Philips, amb pus agafat d'una lesió de les mans d'un munyidor contagiat per verola bovina. Amb això, el nen va desenvolupar una febre lleu, recuperant-se amb pocs dies. Uns mesos després, Jenner va posar a prova la seva teoria (que el fet de passar la verola bovina et protegia de patir la verola humana), posant en contacte, a James Philips, amb material contaminat amb verola humana, per veure si aquest desenvolupava la malaltia. L'infant no va desenvolupar la malaltia, validant així la seva hipòtesi. Els resultats d'aquestes observacions van ser comentats per Jenner al seu llibre: An inquiry into the causes and effects of the variola vaccine (1798). Gràcies a aquest petit llibre i a l'esforç de Jenner, la vacunació es va divulgar i aplicar immediatament arreu del món.
El 1797, Jenner va enviar un breu document a la Royal Society on descrivia l'experiment i les posteriors observacions. No obstant això, va ser rebutjat. Després d'afegir pocs casos més a l'experiment inicial, l'any 1798, Jenner va publicar privadament una investigació sobre les causes i els efectes de la vacuna contra la verola. La paraula llatina de la qual prové "vaca" és isvacca, i la de verola bovina és vaccinia; per això, Jenner va decidir anomenar aquest procediment nou "vacunació". La publicació del 1798 consta de tres parts: a la primera, Jenner presenta el seu punt de vista sobre l'origen de la verola bovina com a malaltia de cavalls transmesos a les vaques, teoria que va ser desacreditada durant la vida del científic; seguidament, presenta la hipòtesi que la infecció de verola bovina protegia contra la infecció subsegüent de la verola; a la segona, hi ha les observacions crítiques pertinents per provar la hipòtesi, i la tercera és una llarga discussió, en part polèmica, dels resultats i una gran varietat de temes relacionats amb la verola. Aquesta publicació de la investigació es va trobar amb una reacció mixta a la comunitat mèdica.

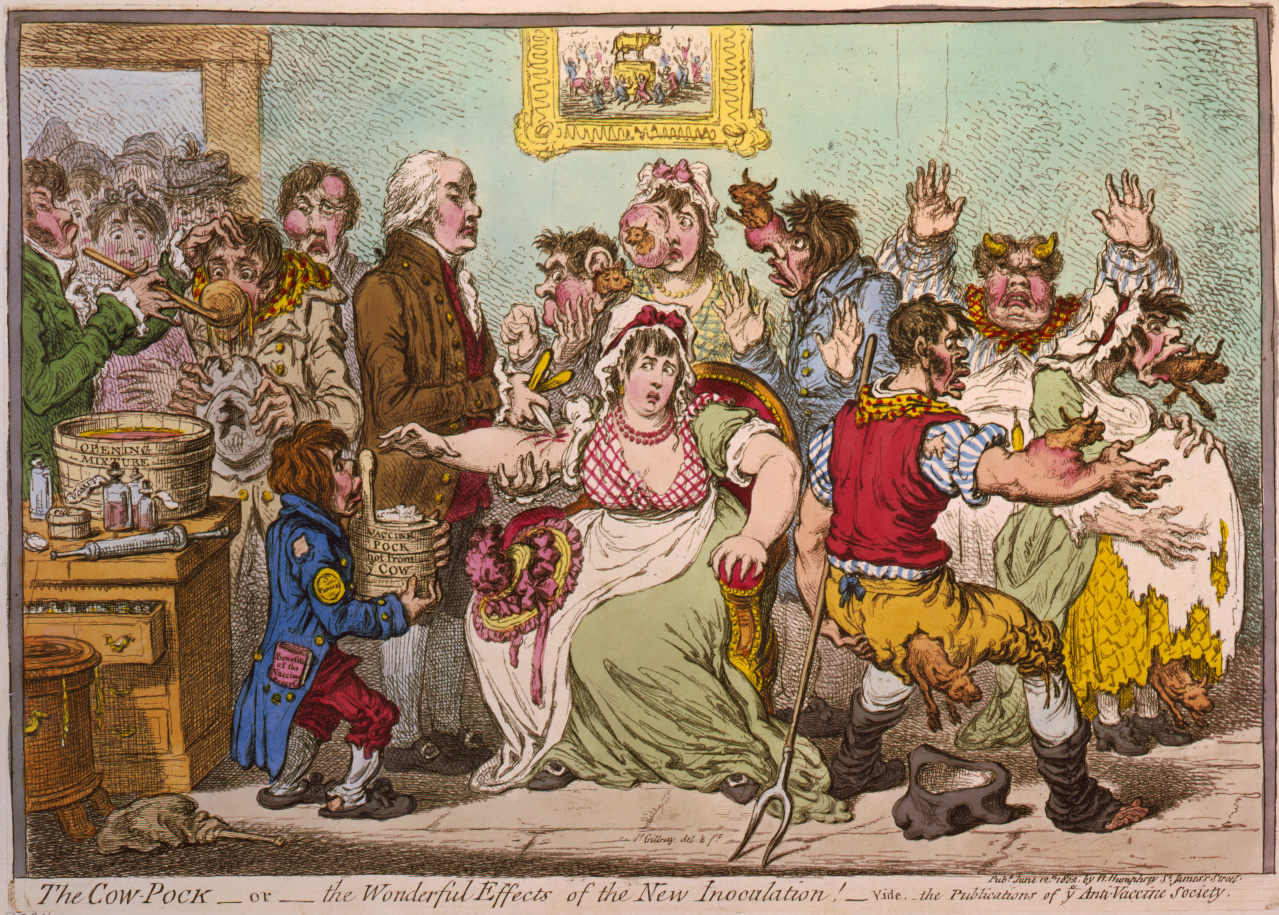
The Cow-Pock or The Wonderful Effects of the New Inoculation!, James Gillray (1802)

Jenner va anar a Londres amb l'objectiu de buscar voluntaris per la vacunació, però no en va trobar cap en 3 mesos. A la capital britànica, la vacunació es va popularitzar a través de les activitats d'altres científics com ara el cirurgià Henry Cline, a qui Jenner va donar alguns dels inòculs. Més tard, l'any 1799, els doctors George Pearson i William Woodville van començar a recomanar la vacunació entre els pacients. Jenner va dur a terme una enquesta a escala nacional per poder trobar una prova de la resistència a la verola, per inoculació d'aquesta, entre les persones que tenien la verola bovina. Els resultats de l'enquesta confirmaren la seva teoria. Malgrat alguns errors i les controvèrsies, l'ús de la vacunació es va estendre ràpidament a Anglaterra, i l'any 1800, també va arribar a la majoria dels països europeus.
Malgrat la falta de subministrament en diverses ocasions, Jenner va enviar la vacuna als metges que coneixia i a qualsevol altra persona que la sol·licités. Després de la introducció de la inoculació de la verola bovina en els seus propis districtes, molts beneficiaris van distribuir la vacuna a altres persones. El Dr. John Haygarth va rebre la vacuna d'Edward Jenner l'any 1800 i va enviar-li alguns dels materials a Benjamin Waterhouse, professor de física a la Universitat Harvard. Waterhouse va introduir la vacunació a Nova Anglaterra i després va convèncer Thomas Jefferson per intentar-ho a Virgínia.
Encara que va rebre reconeixement mundial i molts honors, Jenner no va fer cap intent d'enriquir-se mitjançant el seu descobriment. L'extraordinari valor de la vacunació va ser reconegut públicament a Anglaterra, quan el 1802, el Parlament britànic va concedir a Edward Jenner la suma de £ 10.000. Cinc anys més tard, el Parlament li'n va concedir £ 20.000 més. No obstant això, també va rebre atacs i burles, tot i que va continuar amb les activitats a favor del programa de vacunació. A poc a poc, la vacunació va reemplaçar la inoculació de la verola, que es va prohibir a Anglaterra l'any 1840.

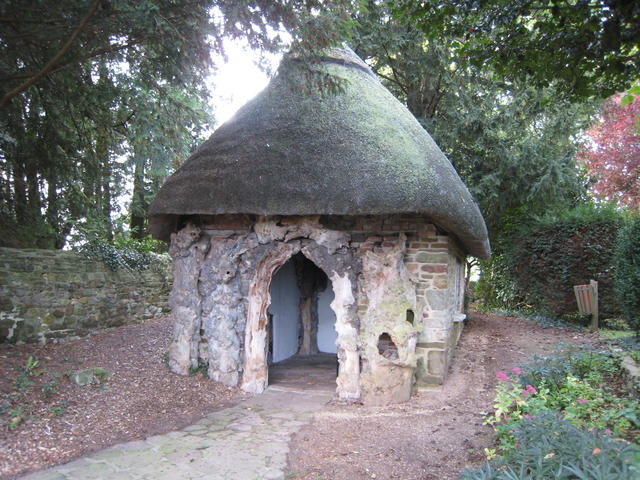
Temple de la vaccinea, Berkeley.

### Últims anys de vida i mort
Jenner adiquirí "La Capella" (The Chantry) l'any 1785, una casa de camp d'estil georgià a Berkeley que a partir del 1985 es va convertir en el Museu de Jenner.
Va construir al jardí una barraca d'una sola habitació, a la que va anomenar "Temple de la vaccinia" i on va vacunar a gent sense recursos gratuïtament.
L'any 1788, amb trenta-nou anys, va contraure matrimoni amb Katherine Kingscoke, que malgrat tenir una salut delicada va participar molt activament en els treballs del seu marit. Van tenir tres fills amb el nom d'Edward, Catalina i Robert.
Va obtenir el doctorat en medicina humana de la Universitat de Saint Andrews a Fife, a Escòcia, l'any 1792. Des de llavors abandonà la professió menys prestigiosa i pitjor pagada de cirurgià per treballar al balneari de Chetenham fins al 1815.
Finalment, l'any 1813, va rebre el grau honorari com a Doctor en Medicina per la Universitat d'Oxford.

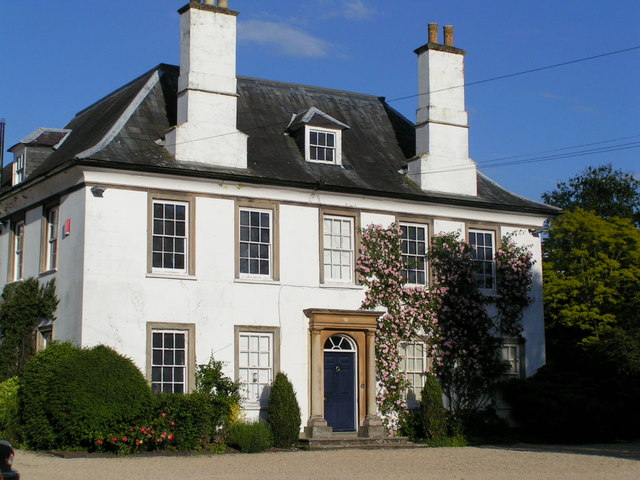
The Chaltry. Antiga casa d'Edward Jenner i actual Museu de Jenner, a Berkeley.

Després d'una dècada de ser lloat i menyspreat per igual, es va retirar gradualment de la vida pública i va tornar a la pràctica de la medicina a Berkeley.
L'any 1810 van morir la seva germana Mary i el seu fill gran, Edward, aquest de tuberculosi. L'altra germana, Anne, ho va fer dos anys més tard. I finalment, l'any 1815, la seva dona, Katherine, també va morir de tuberculosi.
Les penes s'amuntegaven sobre el científic i va ser per aquesta raó que es va retirar per complet de la vida pública. Durant els següents anys continuà amb els seus estudis sobre la història natural, com la finalització d'un treball sobre la migració de les aus cap Anglaterra. També va exercir com a jutge de pau en la seva ciutat natal.
L'any 1820, Jenner va patir un vessament cerebral lleu del qual es va recuperar. El 25 de gener de 1823, va ser trobat inconscient al seu estudi amb la meitat dreta del cos paralitzada. Havia tingut un segon vessament cerebral massiu. El prestigiós investigador va morir l'endemà, durant les primeres hores del matí del diumenge 26 de gener de 1823.
Va ser sepultat amb els seus pares, la seva dona i el seu fill a prop de l'altar de l'església de Berkeley.
L'èxit de la vacunació de Jenner va ser tan gran que el 1840 el govern anglès va prohibir qualsevol altre mètode de vacunació contra la verola que no fos el seu.
La generalització de la vacuna a la resta del món va portar a la desaparició d'aquesta malaltia en la dècada de 1970.

## Aproximació a la vacuna contra la verola

### La verola bovina al comtat de Gloucestershire
Berkeley, en el comtat de Gloucestershire, era conegut per les seves abundants pastures i per la cria de ramats. A mitjans el segle xviii, les vaques del país patien una malaltia coneguda amb el nom de cowpox o verola de les vaques. Aquesta malaltia es manifesta a través de pústules irregulars de color blau pàl·lid, que sovint degeneren en úlceres de lenta curació.
Les persones amb ferides a les mans que entraven en contacte amb les pústules o úlceres dels bòvids amb cowpox també experimentaven alteracions similars. El procés es presentava com una verola atenuada, que desapareixia en aproximadament quinze dies. Les persones exposades a aquesta forma lleu quedaven exemptes de patir verola humana.
Aquests fets van implantar una creença popular a Anglaterra, on es creia que qui munyia vaques afectades per cowpox quedava immunitzat contra la verola.
La gent de la zona feia petites incisions en les mans dels nens als quals se’ls feia tocar les mamelles de vaques infectades amb l'objectiu d'impedir un futur contagi de verola humana. Jenner també va patir aquesta pràctica quan era petit.

### Origen de la verola bovina segons Edward Jenner
Jenner creia que l'origen de la verola de les vaques era la transferència d'una malaltia que afecta els cavalls, que ell denominava en anglès “grease”. Si una persona després d'haver manipulat les úlceres d'un cavall que pateix “grease” es posa a munyir les vaques sense rentar-se les mans abans, els transmet una malaltia que elles transmeten en retorn a les persones que les munyin.
En la seva primera publicació sobre la verola podem llegir: 
| «                                                                                     | Consisteix en un tumor inflamatori sota les cames, del que surt un pus amb propietats particulars, i que sembla capaç de produir en el cos humà una malaltia tan semblant a la verola, que em sembla probable que aquesta pot haver tingut el seu origen de aquella | » |
| — An Inquiry into the Causes and Effects of the Variolæ Vaccinæ (1798), Edward Jenner | |   |

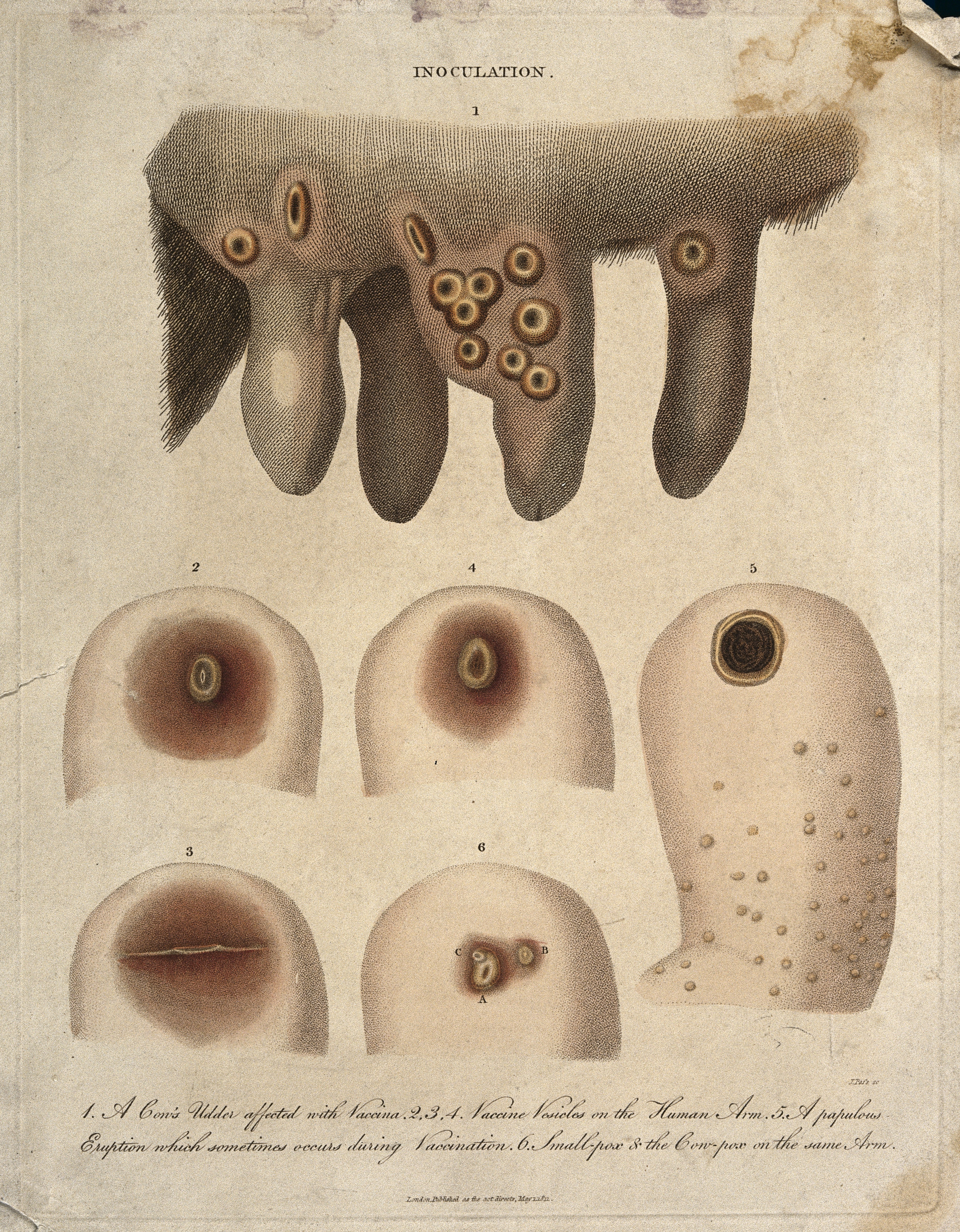
Cowpox a la mamella d'una vaca. Trattato di vaccinazione con osservazioni sul giavardo e vajuolo pecorino, Luigi Sacco (1809)

Això no obstant, el metge s'equivocava, ja que “grease” és actualment una inflamació de la quartilla causada pel bacteri Dermatophilus congolensis que produeix lesions en el cavall, per tant, no té relació amb el virus de la verola.
En un experiment, el metge va realitzar una petita incisió en les mamelles de la vaca per inocular el pus extret de la pota d'un cavall amb “grease”. Contràriament al que havia pensat Jenner, la vaca no patí la malaltia que s'esperava.
La raó que l'investigador va donar fou que el bacteri del cavall no podia reproduir-se si no procedia de les primeres etapes de la malaltia, quan el cavall secreta un fluid transparent i no pus.
L'opinió de Jenner va ser desmentida amb els experiments del Doctor Woodville, que inoculà les vaques amb bacteris de tots els períodes de la malaltia sense causar alteracions en el bòvid.
Mr Simmons va dur a terme un experiment semblant, inoculant el bacteri de dos cavalls amb “grease” a nens i vaques, sense resultats positius.
Mr Simmons afegeix: 
| «                                                                                    | La vacuna és una malaltia desconeguda en Chelshire, comtat on, de la mateixa forma que a Glocester, s'empra homes indistintament per curar cavalls i munyir vaques. | » |
| — Reflections and Experiments on the supposed Origino of Cow-pox (1798), W. Simmons. | |   |

Jenner també afirmà erròniament que la verola bovina protegia enfront de la humana durant tota la vida, degut probablement a un temps insuficient d'observació dels pacients inoculats.
Però el més important és que Jenner no es va equivocar en els elements bàsics de la teoria: la verola bovina protegia enfront de la verola humana, que el factor protector podia propagar-se mitjançant la inoculació a través de diverses persones i que aquest procediment no causava morts.

### Altres observacions
Si en l'exposició als diferents objectes haguéssim seguit l'ordre en què es van fer els descobriments, els experiments de Jenner s'haurien d'haver col·locat abans que les seves idees i hipòtesis sobre l'origen de la verola bovina; però hi ha circumstàncies en què els fets són molt diferents, per tant, és necessari col·locar-los en un ordre diferent del que van guardar els primers observadors.
Aquest va ser el motiu que va obligar a tractar l'origen i les causes de la verola bovina, abans que les observacions, assajos i fets que no deixen cap dubte de la influència preservativa de la vacuna. Alguns d'aquests fets van ser: 
- Observació l: Joseph Merret, jardiner del comte de Berkeley, servia a casa d'un arrendador d'aquell veïnat l'any 1770, i a més, també ajudava a munyir les vaques. Joseph va manifestar la verola bovina amb la qual li van sortir úlceres a les mans acompanyades de tumors. També va experimentar tensió a les glàndules de les aixelles.

- Observació ll: Juan Philips, artesà de Berkeley, va patir la verola bovina a nou anys. Jenner li va inocular, a seixanta-dos anys, el virus de la verola. La inoculació va ser molt dolorosa i immediatament va aparèixer una eflorescència que es va estendre fins al quart dia, acompanyada d'un dolor molt intens a l'esquena. El cinquè dia, els símptomes van començar a disminuir, i entre el sisè i el setè dia van desaparèixer completament.

- Observació lll: Mad H. es va contagiar de cowpox a causa del contacte directe amb els utensilis que feien servir els criats de la casa, els quals patien aquesta malaltia. Li van sortir molts grans a les mans i al nas, per la mania que tenia de tocar-se'l amb les mans. Va patir una inflamació considerable.

- Observació lV: Simon Nicols, criat, havia tractat a les vaques afectades de verola l'any 1782 i va presentar úlceres a les mans, a més de patir tots els símptomes en un grau molt virulent. Després d'uns anys, es va manifestar la verola a la casa de Nicols, i Jenner li va inocular el virus, juntament amb altres persones. En tots els casos la vacunació va tenir efecte.

- Observació V: Tota la població pobra i amb pocs recursos de Tortesorth va ser inoculada l'any 1795 per Juan Henri.

- Observació Vl: Sara Nelme, una lletera, va adquirir la verola bovina per una lleugera picada que casualment s'havia fet a la mà. El lloc on es va inocular el virus es va inflamar i va desenvolupar un gra molt ben caracteritzat. A més, manifestava la fisonomia de la infecció específica. Jenner va fer un retrat per a considerar aquest gra com un símptoma de la malaltia. No se sap si Sara es va sotmetre a la inoculació del virus de la verola.[9]

### Ampliació i propagació del mètode
Els experiments anteriors van evidenciar que la "vacuna" que es va transmetre accidentalment als humans que havien estat en contacte amb les vaques infectades per verola bovina, estava dotada d'un efecte protector, i que aquestes persones eren lliures d'atacs de la verola tot i ser exposades, tant per inoculació artificial com per contagi.
El nou problema era descobrir si la vacuna de Jenner podia ser inoculada arbitràriament igual que en el cas de les variolitzacion, és a dir, si el sèrum contingut en una pústula d'humà produïda per la vacuna ocasionaria la mateixa malaltia si era introduïda en la pell d'una altra persona que no l'havia patit. Jenner va decidir dur a terme un seguit de nous experiments: 
- Observació I: Un nen va ser inoculat amb el sèrum de la vacuna de les úlceres de Sara Nelmes, mitjançant inoculació. A la setmana va presentar símptomes lleugers que van remetre amb rapidesa. Durant la malaltia, les lesions presentades van ser molt similars a les causades per la inoculació de la verola, diferenciant-se només per un color lleugerament més fosc. Més tard es va inocular al mateix nen el virus de la verola humana, però no va produir més efecte que un exantema en la zona d'incisió, el mateix va succeir en una segona inoculació temps més tard, demostrant de nou l'efecte protector de la vacuna.

- Observació II: Un altre nen, Guillermo Summers, va ser vacunat amb el sèrum de la verola, extret directament de les mamelles d'una vaca contagiada, el resultat d'aquesta inoculació va ser similar a la del cas anterior. En inocular-li el virus humà només va presentar el mateix exantema que en el cas anterior.

- Observació III: Un tercer nen, Guillermo Pead, va ser vacunat amb el sèrum extret del gra de Guillermo Summers aconseguint-se una vacuna ben acondicionada.

- Observació IV: Moltes persones van ser vacunades amb el sèrum de Guillermo Pead amb èxit, només va haver-hi tres casos que van presentar una sèrie de símptomes secundaris derivats de la vacunació.

Aquest seguit d'experiments van comprovar la capacitat protectora de la vacuna i que aquesta no perdia les seves propietats primitives en passar d'una vaca a l'espècie humana i entre individus d'aquesta.

### Reflexions de Jenner sobre el seu descobriment
A part d'exposar els seus experiments, Edward Jenner va publicar un seguit de reflexions, on afirmava l'ús de les seves indagacions sobre les relacions existents entre la "vacuna" i la inoculació de la verola tradicional.
Primerament, va esmentar que tot i que els beneficis de la inoculació de la verola eren múltiples, també podia causar la presència de cicatrius i, fins i tot, la mort dels pacients. Per altra banda, la verola bovina podia actuar protegint al pacient contra la verola tradicional amb la mateixa efectivitat que la inoculació, però sense produir risc de mort en cap cas, ni erupcions.
Un altre aspecte, era el fet que la verola bovina no es transmetia per via respiratòria, sinó que ho feia per contacte directe amb ferides a la pell d'una profunditat major a l'epidermis. Aquest fet permetia induir la malaltia a un individu sense risc d'infectar a altres individus i produint una disseminació de la verola. Jenner, va esmentar múltiples casos de pacients als quals se’ls hi havia inoculat la verola bovina i que no presentaven capacitat contagiosa. Fins i tot es va poder apreciar en pacients que presentaven úlceres soporoses acompanyades amb febre.
En molts altres aspectes, la inoculació de la verola bovina presentava molts més avantatges que la verola tradicional, com seria el cas de les escròfules (processos infecciosos provocats per Mycobacterium tuberculosis, que afecten els ganglis limfàtics). La verola tradicional pot agreujar aquestes escròfules, al contrari de la verola bovina, que a més a més, presentava la virtut de poder-se inocular en aquells pacients que no podien ser inoculats amb la verola tradicional.

### Publicacions de Jenner sobre la vacuna de la verola
Edward Jenner va escriure tres publicacions sobre la vacunació contra la verola.
1. An Inquiry into the Causes and Effects of the Varioae Vacciae (1798).  En aquesta primera publicació, Edward Jenner introdueix la hipòtesi que la infecció de verola bovina podia actuar com a protecció contra la verola tradicional, argumentant-la a partir de les seves observacions.
2. Further Observations on the Varioae Vacciae, or Cow-Pox (1799).
3. A Continuation of Facts and Observations relative to the Varioae Vacciae (1800). Aquesta consisteix en un recull de correspondències epistolars que va mantenir amb un seguit de metges que van col·laborar en les seves investigacions sobre la Vacuna de la Verola.[13]

## Altres treballs de Jenner

### Sobre la història natural
- L'any 1771, l'explorador James Cook va tornar del seu viatge pel Pacífic, i Jenner el va ajudar a ordenar i classificar els diferents espècimens biològics i geològics. El botànic Joseph Banks, observant el treball de Jenner, li va oferir una feina com a naturalista a bord del HMS Resolution, a la segona expedició que va iniciar el Capità Cook, però Jenner no va acceptar l'oferta.
- Hunter va fer estudis sobre la temperatura dels animals en hibernació, ja que volia conèixer quina era la temperatura més baixa a la qual podien arribar a suportar certs animals. Anteriorment, havia experimentat amb lirons, peixos i conills i va animar a Jenner a intentar-ho amb eriçons, perquè ell tenia dificultat per trobar-los a Londres. Ells van anomenar el període “d'hibernació” (terme utilitzat més endavant), és a dir, els mesos d'octubre a abril, com a “l'estació dorment” o el “tòrpid estat”, per a despertar a l'estiu a “l'estat voluntari”.
- Va estudiar el moviment muscular i l'aparell auditiu dels peixos.
- Va dur a terme un experiment per a provar si les femtes animals eren bones per les plantes, pensant que la seva abundància era nociva. En el seu test, va utilitzar fins i tot plasma humà com un dels fertilitzants.
- Va realitzar observacions d'ornitologia, sempre acompanyat de Hunter.
- Jenner va dur a terme un estudi sobre el cucut. Aquest ocell té el costum de pondre ous en nius d'altres ocells. Va observar que el cucut tria aquells ous que tenen un color semblant als seus. Curiosament, la cria del cucut es queda sola després de néixer, ja que els altres ous desapareixen del niu. Jenner, va creure que els ocells llançaven els seus propis ous i es quedaven amb el cucut en adopció. Va presentar un escrit a la Royal Society sobre el tema, però la primavera següent va veure que s'havia equivocat, ja que és el mateix cucut que en néixer, llança els altres ous fora del niu.

Per a comprovar-ho, Jenner va buscar ajudants, entre els quals es trobava el seu nebot Stephen. Durant mesos van vigilar els nius, va corregir el seu article, i el van acceptar per a la seva publicació l'any 1788.

### Sobre la medicina
- Un dels primers escrits de Jenner, està relacionat amb la seva insatisfacció per a la preparació d'alguns medicaments. El que va fer va ser assajar un mètode de purificació del tàrtar emètic, una substància utilitzada per a fer vomitar als pacients amb febre, disminuint així la seva temperatura.
- Va proposar un tractament quirúrgic per l'oftàlmia.
- L'any 1784, juntament amb el comte de Berkeley, va crear un globus d'hidrogen utilitzant la tècnica del físic francès Jacques Charles, que sobrevolava sense passatgers, una distància d'uns 10 km. Només feia uns mesos que els germans Montgolfier havien fet els primers assajos amb globus d'aire calent a França.
- Va ser escollit membre de la Royal Society of London. La presentació de la candidatura va ser llegida el novembre de 1788, i l'elecció certificada el 26 de febrer de 1789.

- Jenner va participar com a membre actiu en dues societats mèdiques rurals: va ser cofundador de la Gloucertershire Medical Society. Aquesta assemblea es reunia tres cops l'any a la posada The Fleece a Rodborough, a prop de Stroud. La van formar, el 1788, amics i companys de classe i d'estudis, com Parry Paytherus Hickes o Daniel Ludlow, el fill del seu primer mestre.
- Va ser membre de la Convivio-Medical Society, que es reunia els dimecres a The Ship Alveston, a prop de Bristol. En ambdues, constituïdes com a grup de discussió, Jenner i els seus amics debatien sobre els temes més rellevants de l'època, com la verola o la malaltia cardíaca.

- Va establir relacions entre l'angina de pit i alteracions de l'artèria coronària.[14]

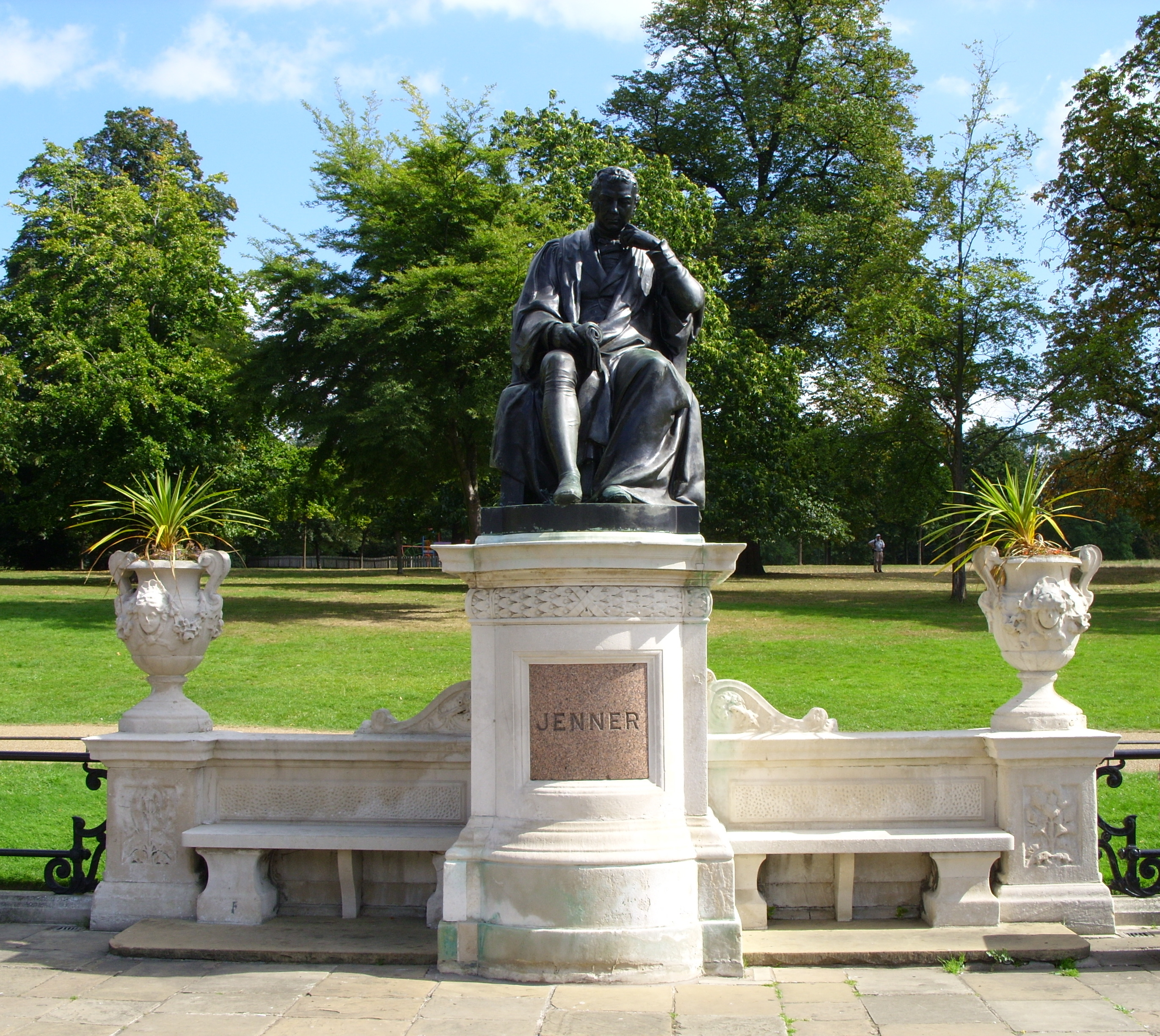
Estàtua d'Edward Jenner a Kensington Gardens

## Monuments i edificis simbòlics
A Berkeley es troba el panteó familiar on va ser enterrat el 1823 i la casa del Dr. Jenner, actualment convertida en el Museu Jenner que ofereix visites guiades.
Cal destacar el Temple de la Vaccinia, un petit edifici de pedra del segle viii sota un sostre de palla situat al jardí de la casa. Tant el seu exterior com l'interior estan decorats amb escorça d'arbre. Es pensa que originàriament l'edifici era una petita casa d'estiu. Així i tot, després de les grans aportacions del metge contra la verola, es va fer servir com un lloc on vacunar als pobres sense cap cost. Actualment és reconegut com el primer centre de salut pública.
Dos anys després de la mort de l'investigador, dos dels seus germans van fer construir un dels seus primers monuments. Es tracta d'una estàtua creada per Robert William Siever a la Catedral de Gloucester el 1825.
Una altra estàtua rellevant és la de Kensington Gardens. Aquest monument va ser construït per William Calder Marshal en 1825. La seva situació original era a Trafalgar Square, però va ser traslladada a Kensington Gardens el 1862. Actualment hi ha una campanya per retornar l'estàtua a la primera localització.
A causa de les seves grans aportacions a la medicina un reguitzell d'hospitals britànics tenen àrees o pavellons amb el seu nom. Alguns exemples són St. George's Hospital Medical School o Northwick Park Hospital, a Londres.